# دووگا شلاختسکا
دووگا شلاختسکا (به لهستانی:  Długa Szlachecka) یک روستا در لهستان است که در گمینا خالینوو واقع شده‌است. دووگا شلاختسکا ۵۴۰ نفر جمعیت دارد.